# Lindön (naturreservat, Strängnäs kommun)
Lindön är ett naturreservat i Strängnäs kommun i Södermanlands län.
Området är naturskyddat sedan 2003 och är 257 hektar stort. Reservatet omfattar ön med detta namn och omgivande vatten i Sörfjärden. Ön/reservatet består av öppna hagar och lövskogar med lindar. 